# Massacre de Shadian
Le massacre de Shadian est un massacre qui a eu lieu en 1975 (pendant la révolution culturelle chinoise) dans le village de Shadian (commune de Jijie, district de Mengzi, au Yunnan), en Chine,,,,. Le massacre a eu lieu dans sept villages de la province du Yunnan, en particulier dans la ville de Shadian dans la ville de Gejiu, en juillet et août 1975, causant la mort de plus de 1 600 civils (866 de Shadian seulement), dont 300 enfants, et détruisant 4 400 maisons,,,,,,.
Pendant la période « Boluan Fanzheng », l'incident a été considéré comme une "erreur" par le Parti communiste et les victimes ont été réhabilitées.

## Contexte

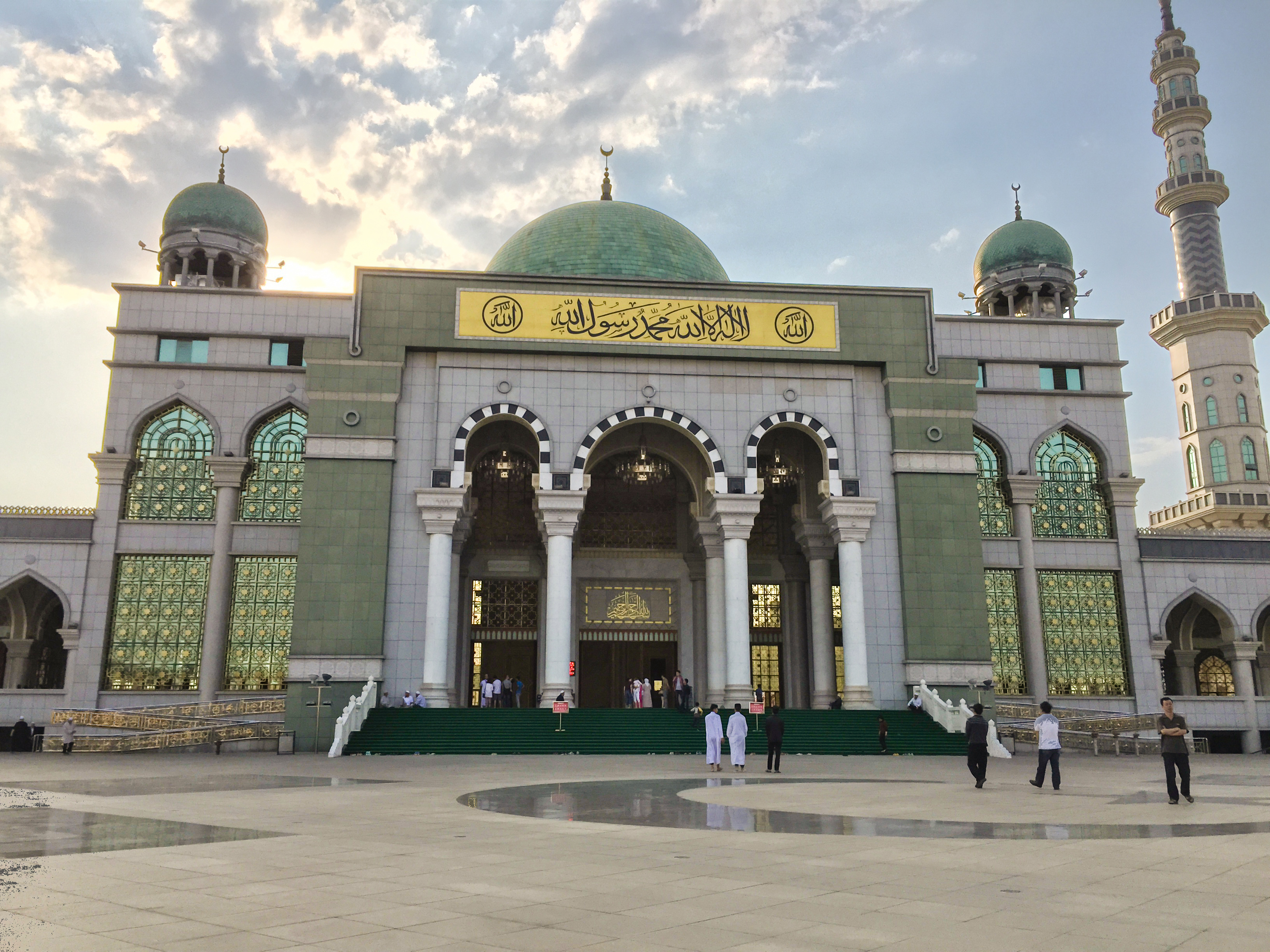
La Grande Mosquée de Shadian au Yunnan, Chine

Shadian est un village de la minorité hui, majoritairement musulmane, dont la population s'élevait à sept ou huit mille personnes, soit environ un millier de foyers. Il est un centre ancien de la culture musulmane en Asie du Sud-Est et dans le sud-ouest de la Chine. Soumis au processus de collectivisation des terres, le village est obligé d'abandonner les cultures maraîchères, traditionnelles, pour la production céréalière en 1959. Ce changement plonge la population dans la misère de 1959 à 1961. C'est la raison de la revendication exprimée de manière continue par la population, entre 1969 et 1975, du retour à la production maraîchère, revendication jamais acceptée par les autorités.
Un autre motif de mécontentement est la présence de cadres corrompus, appartenant au Parti communiste chinois et à l'administration locale, que la justice refuse de condamner.
Enfin la politique antireligieuse de la république populaire de Chine, qui se manifeste d'abord par l'interdiction de la prière pendant le travail, s'accentue durant la Révolution culturelle, avec l'installation dans le village de « brigades de propagande » qui s'en prennent à la population. Pendant cette période, deux factions de gardes rouges s'opposent dans la province du Yunnan, la faction dite d'« Août » et celle dite du « Canon ». En novembre 1968, l'armée intervient pour mettre un terme au conflit entre ces deux factions dans le village, mais le fait en s'en prenant aux chefs religieux.
En 1974, deux nouvelles organisations, majoritairement issues des deux précédentes, s'affrontent dans le Yunnan : l'« Antirestauration », qui a le soutien des autorités, et le « Contre-courant ». Les villageois de Shadian appartiennent à la seconde, les manifestations religieuses leur sont donc interdites, certains habitants sont torturés. Dans le même temps les graves troubles dans la province inquiètent les autorités de Pékin.

## Le massacre
Après une première tentative pour pénétrer dans le village en mai, le 29 juillet 1975, l'Armée populaire de libération, chargée de la « pacification » avec environ 10 000 hommes, tente de nuit de l'investir. Les habitants mettent en échec l'opération et résistent durant quatre jours. L'APL décide alors de bombarder le village avant d'y pénétrer, en tirant sur les habitants. Le village est entièrement en ruines. Il n'existe pas de chiffres certains du nombre de tués, estimés cependant à un millier. Pour justifier le massacre, l'armée présente par la suite de fausses preuves, destinées à faire croire à un projet de fondation de « république islamique ».

## Conséquences
Le massacre de Shadian s'inscrit dans la série des nombreux massacres commis par l'Armée populaire de libération à partir de 1967, quand elle est chargée, seule institution stable, de remettre de l'ordre dans le pays. En février 1979, le Parti communiste chinois a présenté des excuses et attribué la responsabilité du massacre à Jiang Qing et son entourage, alors qu'en réalité la décision d'envoyer l'armée contre le village de Shadian a été prise par Deng Xiaoping[réf. à confirmer].